# Dissin (departamento)
Dissin é um departamento ou comuna da província de Ioba no Burkina Faso. A sua capital é Dissin.
Em 1 de julho de 2018 tinha uma população estimada em 50048 habitantes.